# Murowanka (Lidzbark Warmiński)
Murowanka (deutsch Maurachshof) war ein Ort in der polnischen Woiwodschaft Ermland-Masuren. Seine Ortsstelle liegt im Gebiet der Stadt Lidzbark Warmiński (Heilsberg) im Powiat Lidzbarski (Kreis Heilsberg).
Das seinerzeitige Maurachshof liegt zwei Kilometer nordwestlich des Stadtzentrums von Lidzbark Warmiński im Nordwesten der Woiwodschaft Ermland-Masuren. 
Der Gutsort bestand aus einem kleinen Hof, der bis 1945 ein Wohnplatz der damaligen Stadt Heilsberg im ostpreußischen Kreis Heilsberg war. Im Jahre 1910 war Maurachshof von acht Menschen bewohnt.
Nach der Abtretung des gesamten südlichen Ostpreußen 1945 in Kriegsfolge an Polen ist Maurachshof nicht aus der Stadt ausgegliedert worden: als „Murowanka“ blieb seine Ortsstelle – nun eben nicht mehr gesondert erwähnt und damit in der Stadt Lidzbark Warmiński aufgegangen – als untergegangener Ort erhalten.
Kirchlich gehörte Maurachshof bis 1945 zu Heilsberg: zur römisch-katholischen Pfarrei und zur dortigen evangelischen Pfarrkirche.
Die Ortsstelle von Murowanka liegt an der Ausfallstraße nach Koniewo (Konnegen) und Kotowo (Katzen). Bis 1945 war der Stadtbahnhof von Heilsberg die nächste Bahnstation.